# Bitritto
Bitritto község (comune) Olaszország Puglia régiójában, Bari megyében.

## Fekvése
Baritól délre fekszik a Murgia-fennsíkon.

## Története
Első említése a 11. századból származik (un locus bitrictum o vetrictum).

## Népessége
A lakosság számának alakulása:

## Főbb látnivalói
- Castello Normanno-Svevo (11. századi erőd)
- Santissima Maria  di Costantinopoli-templom
- Sant’Antonio da Padova-templom